# Scoloplax baskini
Scoloplax baskini es una especie de peces de la familia Scoloplacidae en el orden de los Siluriformes.

## Morfología
• Los machos pueden llegar alcanzar los 1,6 cm de longitud total.
- Número de  vértebras: 25-27.[1]

## Hábitat
Es un pez de agua dulce y de clima tropical.

## Distribución geográfica
Se encuentran en Sudamérica río Aripuana (afluente del río Madeira en Brasil ).